# Université Sogang
L'université Sogang, de son nom coréen Sogang Taehakkyo (en hangeul 서강대학교), est une université privée située à Séoul en Corée du Sud dans l'arrondissement de Mapo. 

## Historique
Elle est fondée par la Compagnie de Jésus en 1960 comme la Georgetown University aux États-Unis et l'université Sophia au Japon. 
Elle est considérée comme une des meilleures universités de Corée et jouit d'une grande réputation internationale pour l'enseignement et la recherche en sciences humaines et sociales, en économie et en gestion (de finance, des ressources humaines, de marketing, de stratégie, etc).

## Enseignement
Le nombre total d'étudiants s'élève à 15 097 en 2009 se répartissant ainsi :
- 1er cycle : humanités, sciences sociales, sciences naturelles, économie et gestion, études d’ingénierie, communication, informatique, chimie : 11 516 étudiants.

- 2e et 3e cycle (graduate schools) : humanités, sciences sociales, sciences naturelles, sciences d’ingénierie, études internationales : 3 581 étudiants.

- Enseignement spécial (special graduate school) : 1 873 étudiants. La GS of business a un accord avec Yonsei et Ewha.

## Réputation
Sogang est considérée comme une des meilleures universités parmi environ 200 universités en Corée du Sud :
- Elle est 1re au classement officiel en Corée du Sud (parmi toutes les universités sans la faculté de médecine), (2008 JoongAng Ilbo University Ranking Evaluation)[1].

- Elle est 2e au classement officiel en Corée du Sud sur la réputation des diplômés, (2009 Chosun Ilbo University Evaluation)[2]

## Personnalités liées

### Enseignants
- Kim Seung-hee, essayiste, poète et romancière
- Ch'oe Yun, romancière, traductrice

### Anciens étudiants
- Ch'oe Yun, auteure
- Kim Wonu, écrivain
- Lim Chul-woo, auteur
- Park Chan-wook, réalisateur et scénariste